# Stephan G. Schmid (Archäologe)
Stephan G. Schmid (* 1967 in Basel) ist ein Schweizer klassischer Archäologe.
Stephan G. Schmid studierte nach der Matura von 1986 bis 1996, seit 1992 als wissenschaftlicher Assistent am Archäologischen Seminar, an der Universität Basel die Fächer Klassische Archäologie, Ur- und Frühgeschichte sowie Alte Geschichte. 1987/88 war er für ein Semester an der Universität Athen. 1996 promovierte er mit einer Arbeit über nabatäische Feinkeramik und wurde anschließend wissenschaftlicher Sekretär (stellvertretender Direktor) der Schweizerischen Archäologischen Schule in Griechenland. Zunächst plante er seine Habilitation unter dem Arbeitstitel Eretria im Hellenismus und der Kaiserzeit. Wandel und Anpassung. an der Universität Göttingen, schließlich habilitierte er sich jedoch an der Sorbonne zum Thema Boire pour Apollon. Études sur la céramique hellénistique d’un puits du sanctuaire d’Apollon Daphnéphoros à Érétrie et petite anthologie du symposion eubéen. Anschließend wurde Schmid Assistenzprofessor an der Université Montpellier III (Université Paul-Valéry) in Montpellier, seit 2003 war er dort Ordinarius. Seit 2008 ist er als Nachfolger Henning Wredes Inhaber des Lehrstuhl für Klassische Archäologie an der Humboldt-Universität zu Berlin.
Ausgrabungen führten Schmid von 1988 bis 1994 als Teilnehmer der schweizerisch-liechtensteinischen Ausgrabungen nach Petra. Seit 1999 ist er Direktor des „International Wadi Farasa Project“ in Petra. Er leitete und koordinierte dort die Ausgrabungen eines Grab- und Wohnkomplexes.

## Schriften
- Boire pour Apollon. Céramiques hellénistiques et banquets dans le sanctuaire d’Apollon Daphnéphoros. Galon 2006 (Eretria 16).
- Die Feinkeramik der Nabatäer. Typologie, Chronologie und kulturhistorische Hintergründe. Petra – Ez Zantur II 1. Ergebnisse der Schweizerisch-Liechtensteinischen Ausgrabungen. Mainz 2001, ISBN 3-8053-2712-9 (Terra archaeologica IV. Monographien der Schweizerisch-Liechtensteinischen Stiftung für Archäologische Forschungen im Ausland).